# 乳頭愛撫

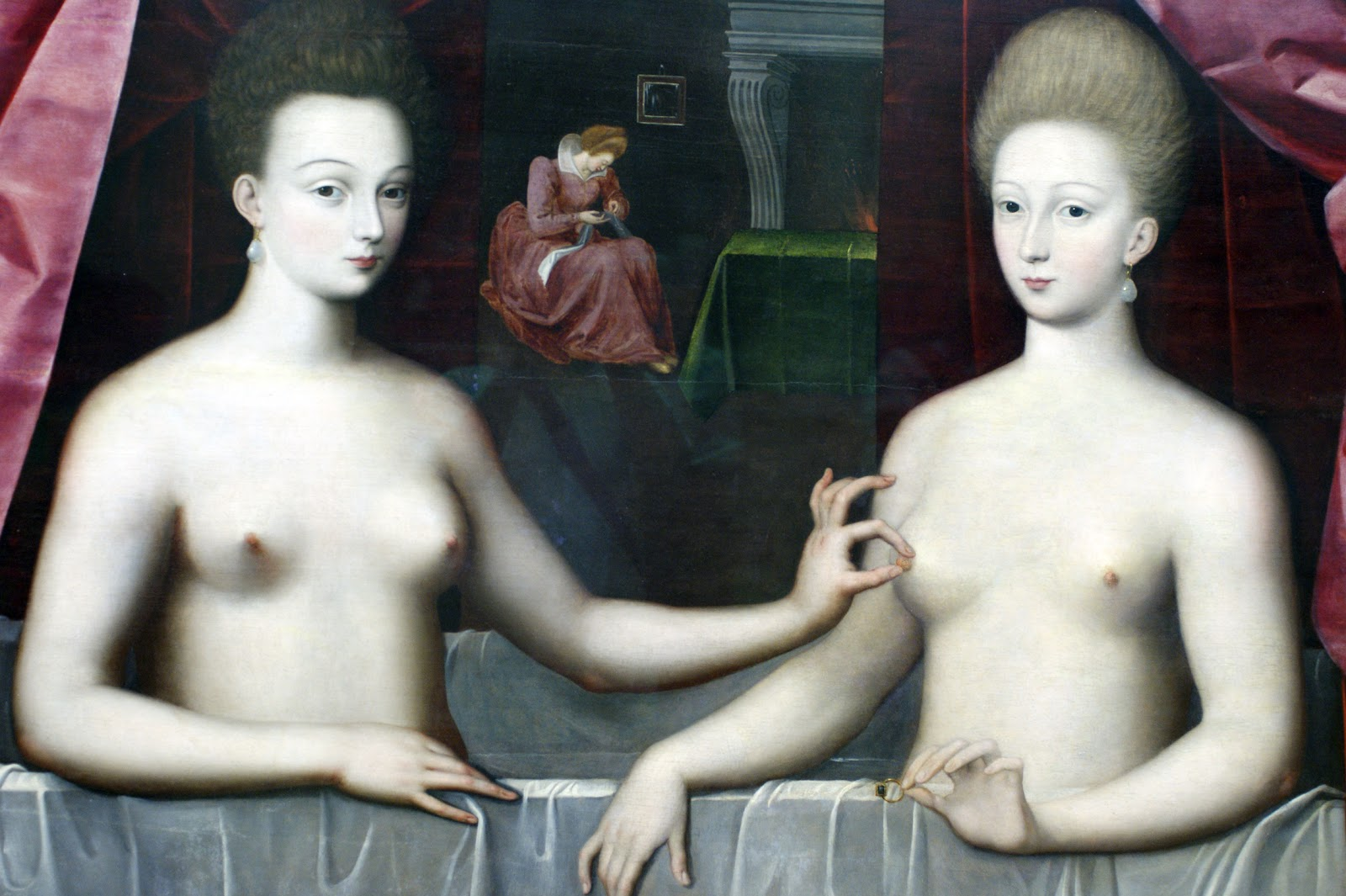
畫中描繪的可能是加布莉埃尔·德斯特蕾的姊妹维拉公爵夫人碰觸加布莉埃尔的乳頭，以強調對方已懷孕，所以乳頭較平常漲大。

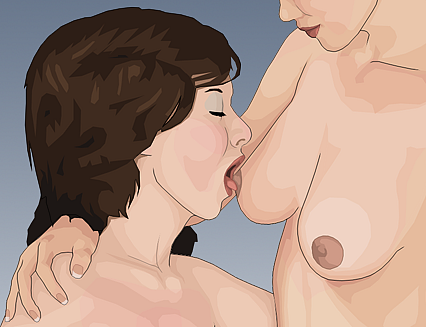
女女性爱的恋乳、恋哺乳——性伴侶彼此作出倣若哺乳的性表现（乳頭調情不限於以手或以口施行）

乳頭愛撫（英語：Nipple stimulation），是對乳頭附近的刺激使其堅挺興奮，是一種常見的性表现，施行對象可包含自己或其他人，不限於任何性別或性傾向。據成年男女報告顯示對胸部的性刺激可用於初期性喚起及或更進階的調情。
男性或女性的乳房、乳頭和乳暈同樣在胎兒和嬰兒時期發育。男性的乳房在青春期沒有發育，但是女性則持續發育，主要是由於雌激素和孕酮的因素，並且變得更加敏感。不論大小，乳房的神經數目都相同。因而，小乳房比大乳房更加敏感。
成年人類男性的乳頭感應，常與阴茎勃起一致，且一如女性乳头的勃起，乳暈會充血（乳房及上腹部會出現性紅斑）。一般而言，乳頭勃起的出現，多是在男女雙方處於性反应的“平台期”。據研究，乳頭附近與陰道或陰蒂等部位反應所活化的大腦皮質區塊大致相同，是重要的性敏感部位（或乳房上緣、側邊或底部），在適度調情時能引起性興奮與性歡愉，甚至性高潮。不過研究中也有一部分受試者表示刺激乳頭反而會降低性興奮。
當乳頭或乳房的興奮時，身體會分泌一種稱為催产素的激素。孕婦若乳頭或乳房刺激過度，則有可能刺激子宮收縮，造成早產的疑慮。